# Campo di concentramento di Jadovno
Il campo di concentramento di Jadovno fu un campo di concentramento e sterminio nello Stato Indipendente di Croazia (NDH) durante la seconda guerra mondiale. Comandato da Juco Rukavina, fu il primo dei ventisei campi di concentramento costruiti nell'NHD durante la guerra. Istituito in un'area a circa 20 chilometri dalla città di Gospić, ospitò migliaia di serbi ed ebrei per un periodo di 122 giorni da maggio ad agosto 1941. Di solito, i detenuti furono uccisi spingendoli in profondi burroni situati vicino al campo. Le stime del numero di morti a Jadovno vanno da 10.000 a 68.000 persone, per lo più serbi. Il campo fu chiuso il 21 agosto 1941 e l'area in cui si trovava fu in seguito ceduta al Regno d'Italia entrando quindi a far parte delle Zone italiane II e III. Jadovno fu poi sostituito dal campo di concentramento di Jasenovac di dimensioni maggiori.
Il campo è rimasto inesplorato dopo la guerra a causa della profondità delle gole in cui venivano depositati i corpi e del fatto che alcune di esse furono riempite di cemento dalle autorità comuniste jugoslave. Gli altri siti contenenti i resti scheletrici delle vittime del campo furono scoperti negli anni '80.
Dal 2009, il 24 giugno, il Consiglio Nazionale Serbo (Srpsko narodno vijeće, SNV), la comunità ebraica in Croazia e gli antifascisti locali organizzano alcune cerimonie di commemorazione delle vittime del campo, da allora in Croazia è stata designata come "Giornata in ricordo del campo di Jadovno": è stato collocato un monumento per commemorare le vittime del campo nel 1975 ed è rimasto in piedi per quindici anni prima di essere rimosso nel 1990; una replica del monumento originale è stata costruita e posizionata nuovamente nel 2010, ma è scomparsa entro ventiquattro ore dalla sua inaugurazione.

## Storia
Il 6 aprile 1941, le forze dell'Asse invasero il Regno di Jugoslavia. Scarsamente equipaggiato e male addestrato, l'esercito reale jugoslavo fu rapidamente sconfitto. Dopo l'invasione, l'estremista nazionalista croato e fascista Ante Pavelić, che era stato in esilio nell'Italia di Benito Mussolini, fu nominato Poglavnik di uno stato croato guidato dal movimento Ustaše, lo Stato indipendente di Croazia (NDH, dal croato: Nezavisna Država Hrvatska). NDH ha riunito territorialmente la maggior parte della moderna Croazia, tutta la moderna Bosnia ed Erzegovina e alcune regioni della moderna Serbia in un quasi "protettorato italo-tedesco". Le autorità di NDH, guidate dalle milizie Ustaše, quindi attuarono le politiche genocide nei confronti delle popolazioni serbe, ebraiche e rom che vivevano nel nuovo stato.
Con l'obiettivo di sterminare l'intera popolazione serba di NDH, gli Ustaše cercarono di uccidere un terzo dei serbi, convertire un terzo al cattolicesimo romano e costringere il resto a lasciare il paese. Una serie di massacri furono commessi dagli Ustaše, e il grado di crudeltà con cui fu perseguitata la popolazione serba sconvolse anche gli stessi tedeschi.
La scrittura cirillica fu bandita, le scuole della chiesa cristiana ortodossa furono chiuse e ai serbi fu ordinato di indossare dei bracciali identificativi. Altre misure simili furono emanate contro gli ebrei, ai quali era richiesto di indossare una fascia gialla con una stella di David nera per l'identificazione. Questi bracciali riportavano la parola "ebreo" in due lingue: tedesco ("Jude") e croato ("Židov").

### Attività nel campo
Situato in una zona a circa 20 chilometri dalla città di Gospić, il campo di Jadovno fu costruito durante le prime fasi della persecuzione dei serbi nell'NDH e fu posto sotto il comando di Juco Rukavina. Destinato ad essere un campo di sterminio, fu istituito tra l'11 e il 15 aprile 1941 e fu il primo dei ventisei campi di concentramento situati in NDH durante la guerra.
La maggior parte dei detenuti nei campi degli Ustaše, incluso Jadovno, furono serbi croati. Altre vittime inclusero ebrei e croati anti-Ustascia. Tra i detenuti noti di Jadovno si ricordano il sindaco ebreo croato di Koprivnica, Ivica Hiršl, e il comunista ebreo croato Aleksandar Savić.

Fin da subito, gli Ustaše trasportarono diverse centinaia di detenuti in un luogo destinato quasi esclusivamente allo sterminio vicino a Gospić. Situata sul monte Velebit, la città conteneva gole, alcune profonde oltre 90 metri, che venivano già utilizzate come discariche. Lo stesso campo di Jadovno era circondato da tali abissi (in serbo-croato: jame) di difficile accesso e caratteristici della catena montuosa carsica. Il campo stesso fungeva da "stazione di passaggio" in rotta verso queste fosse. Qui i prigionieri dovevano lavorare l'intera giornata quasi senza cibo.

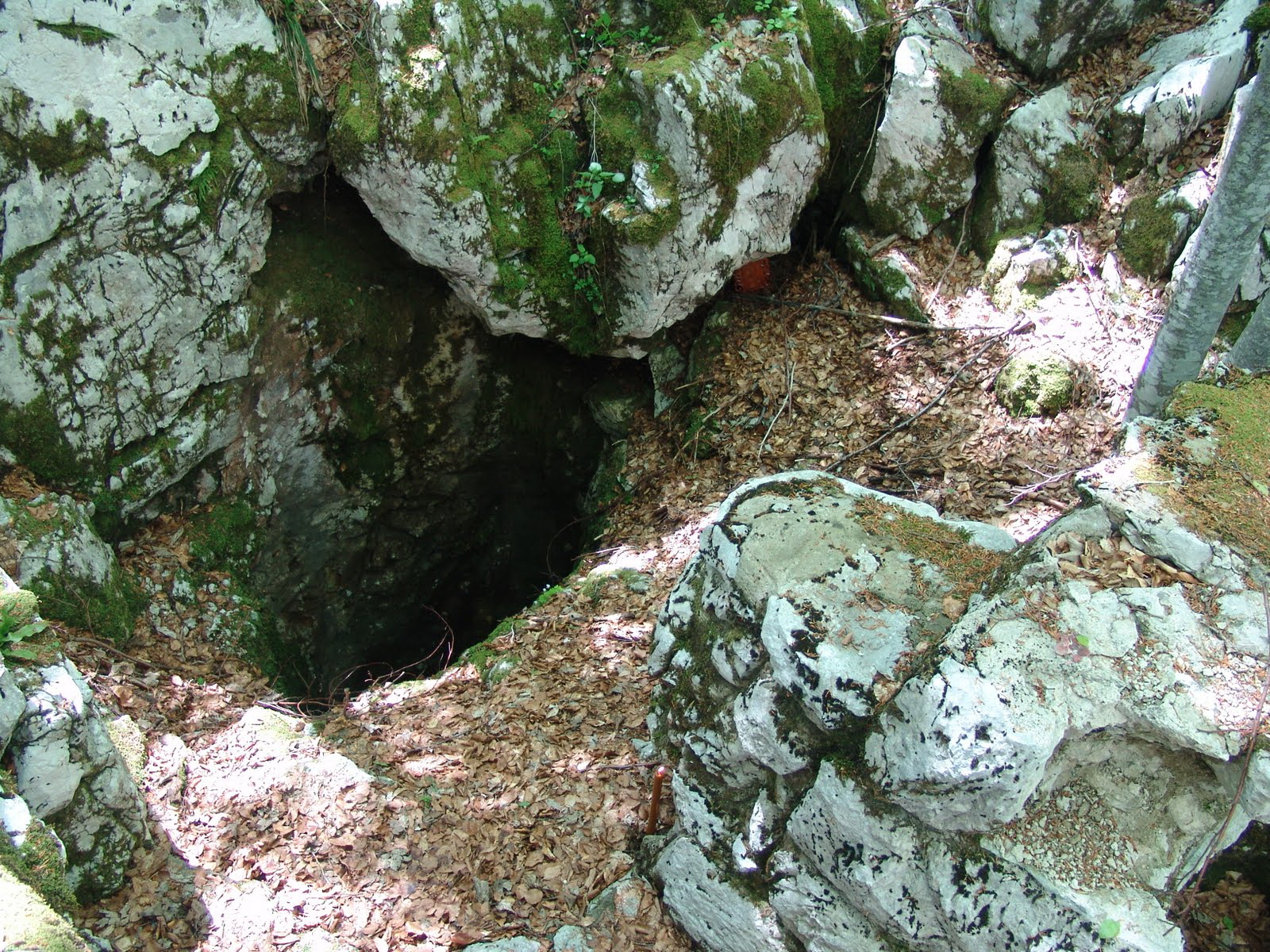
La fossa Šaran, situata a un chilometro dal campo.

La fossa più vicina al campo era la fossa Šaran, situata a 1 chilometro di distanza, mentre la fossa dove venivano giustiziati e scaricati i detenuti era a 5 chilometri dal campo: qui, i detenuti venivano legati in linea e le prime vittime venivano uccise con il calcio dei fucili o altri oggetti. In seguito, l'intera fila di detenuti veniva spinta nel burrone. In alcuni casi, i detenuti sono stati uccisi anche con colpi di arma da fuoco, oltre che con coltelli e altri oggetti contundenti. Una volta che i detenuti cadevano nel burrone, venivano lanciate delle bombe a mano per uccidere le vittime. Anche i cani sarebbero stati gettati per nutrirsi dei feriti e dei morti.
Le fosse nelle vicinanze del campo furono riempite con i corpi dei detenuti ebrei e successivamente serbi. Tuttavia, le uccisioni non si limitarono a questi due gruppi di persone, la stessa sorte toccò anche ai corpi di alcuni croati e rom.
Entro la fine di giugno, gli Ustaše trasferirono diverse centinaia di famiglie ebree da Zagabria a Jadovno. Successivamente, il campo fu visitato dal comandante degli Ustascia Vjekoslav Luburić, che aprì la sua visita tagliando la gola a un bambino ebreo di due anni. Luburić costrinse anche una guardia del campo ad uccidere e schiacciare il cranio di un secondo bambino con il piede. L'ultimo gruppo di detenuti a Jadovno è stato ucciso con le mitragliatrici.
Il campo fu chiuso il 21 agosto 1941, i restanti detenuti croati furono trasferiti in altri campi controllati da NDH, mentre i restanti serbi ed ebrei furono assassinati. Nello stesso mese iniziarono i lavori per il campo di concentramento sostitutivo di Jasenovac. L'area in cui si trovava il campo di Jadovno fu in seguito ceduta agli italiani ed entrò a far parte delle Zone italiane II e III.

### Referto dell'équipe medica italiana
Nel settembre 1941, due squadre mediche dell'esercito italiano furono inviate per indagare sui rapporti delle fosse comuni che contaminavano l'acqua potabile attraverso le montagne del Velebit e sull'isola di Pag, tutte parte del sistema dei campi di Jadovno e delle fosse di sterminio. Questa descrizione della fossa Plana, situata sopra il villaggio di Buđak, sul Velebit, è tratta dalla relazione presentata dal Dott. Viktor Finderle:
Il team italiano ha scoperto ulteriori pozzi di sterminio nel Velebit: la fossa Jamina, vicino a Tribnje ("centinaia di vittime", inclusi donne e bambini), Jama na Pločama, vicino a Stupačinovo (2.000 vittime serbe), Duliba jama (200 vittime), ecc. 
Finderle osserva che a causa del territorio impervio, e della gente del posto che non ha assistito per paura delle ritorsioni degli Ustaše, non sono stati in grado di localizzare gli altri sospetti pozzi di sterminio. Inoltre, le équipe mediche italiane indagarono sui campi di concentramento di Slana e Mataina sull'isola di Pago, parte dello stesso sistema di campi degli Ustaše, dove scoprirono 791 cadaveri nelle fosse comuni, di cui quasi la metà erano donne e bambini, con una stima variabile tra gli 8.000 e 9.000 individui uccisi dagli Ustaše nei campi di Pag.

## Bilancio delle vittime

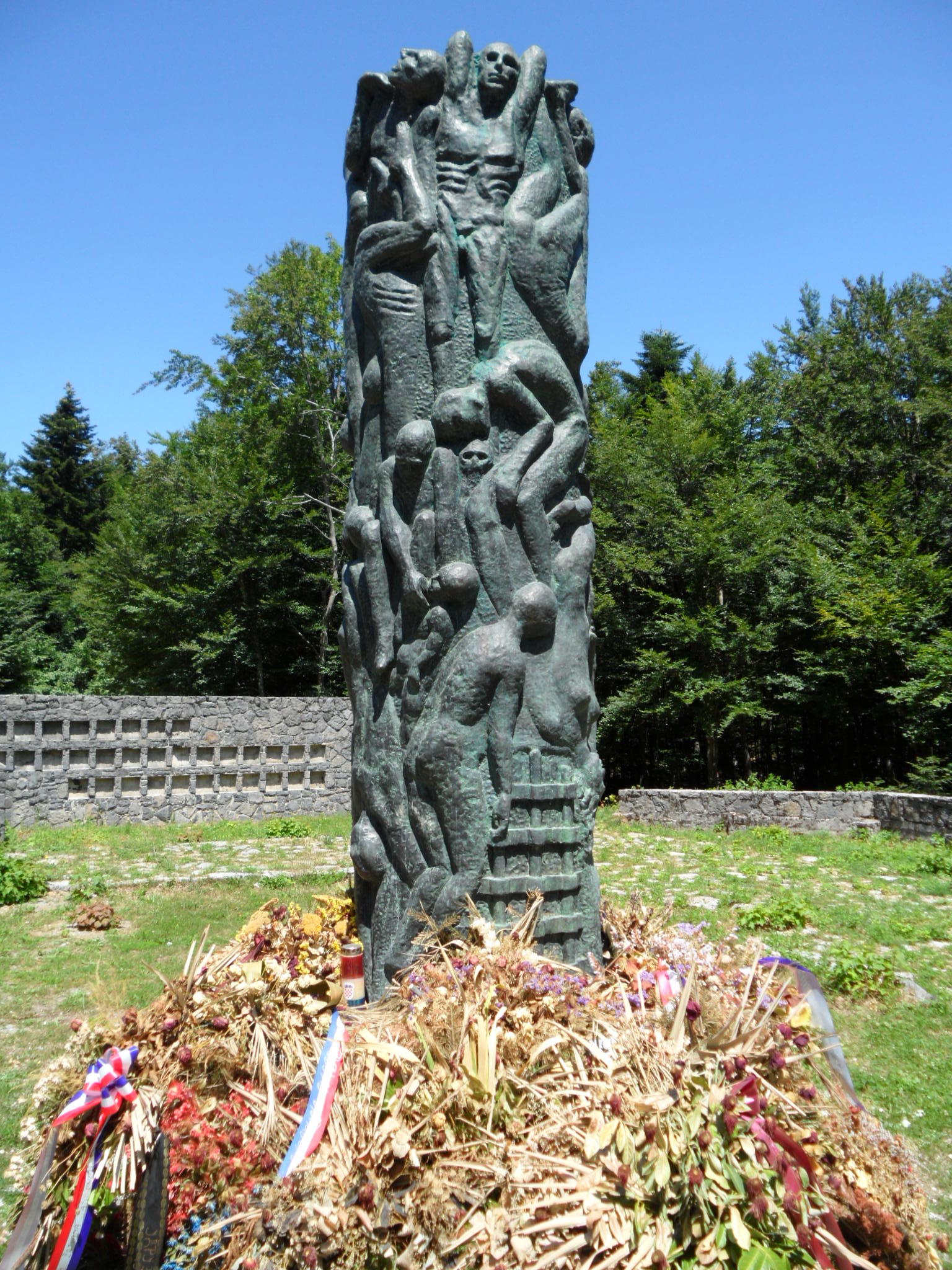
Monumento alle vittime del campo

Il numero di morti nel campo è difficile da stabilire poiché molti detenuti spesso non sono stati registrati all'arrivo, poiché venivano portati direttamente sul bordo dei burroni e assassinati. La stima più alta registrata delle morti a Jadovno è stata fatta nel 1942 da un ex detenuto della prigione di Gospić, affermando che furono uccise 120.000 persone.
Nel 1964, un'indagine sulle vittime della seconda guerra mondiale da parte della Commissione per il censimento delle vittime di guerra ha dimostrato una cifra pari a 1.794 vittime individuali a Jadovno. I risultati di questa indagine non furono pubblicati fino al 1989.
L'edizione del 1960 dell'Enciclopedia della Jugoslavia afferma che almeno 35.000 persone furono uccise a Jadovno, con un possibile bilancio finale di 50.000-60.000 persone. L'Enciclopedia militare della Jugoslavia del 1967 stima che 72.000 detenuti morirono nel campo. Anche l'edizione del 1971 dell'Enciclopedia della Jugoslavia ha rivisto il numero a 72.000, che divenne la stima più comunemente citata negli anni '60 e '70.
Il reverendo Atanasije Jevtić dichiarò nel 1983 che furono uccisi 80.000 detenuti. Lo storico Jozo Tomasevich ha affermato che questa stima era "esagerata" e non basata su alcuna documentazione o indagine dettagliata. Le stime storiche alla fine degli anni '80 e '90 variavano principalmente da 15.000 a 48.000 vittime.
Una ricerca del 2007 dello storico Đuro Zatezalo, utilizzando le fonti di 17 archivi, ha stimato che il numero totale di morti nel campo fosse di 40.123 persone (di cui 38.010 serbi, 1.998 ebrei, 88 croati e altri 27 non meglio precisati) ed elencava i nomi di 10.502 vittime identificate, di cui 9.663 serbi, 762 ebrei, 55 croati e altri 22. Sono stati identificati 1.029 bambini (di cui 1.014 serbi e 15 ebrei), così come 55 sacerdoti serbi ortodossi secondo i dati di Zatezalo. Poiché ha operato per un periodo di 122 giorni, ciò suggerisce che ogni giorno furono uccise una media di 329 persone. Anche Paul Mojzes cita i dati di Zatezalos.
Secondo una ricerca del 2009 del Museo delle vittime del genocidio di Belgrado, nei campi di Gospić, Jadovno e Pag sono state uccise tra le 15.300 e le 15.900 persone. Le fonti generalmente offrono una cifra tra i 10.000 ed i 68.000 morti nel campo. Le stime del numero di morti ebrei vanno da diverse centinaia a 2.500-2.800 persone.

## Conseguenze ed eredità
Il campo di Jadovno è rimasto inesplorato dopo la guerra a causa della profondità delle gole dove sono stati smaltiti i corpi e del fatto che alcuni di questi furono riempiti di cemento dalle autorità comuniste jugoslave. Altri siti contenenti i resti scheletrici delle vittime del campo furono scoperti negli anni '80.
Dal 2009 il Consiglio nazionale serbo (SNV), i rappresentanti della comunità ebraica in Croazia e gli antifascisti locali organizzano cerimonie di commemorazione in onore delle vittime del campo. Da allora il 24 giugno è stato designato come Giornata della memoria del campo di Jadovno in Croazia. Un monumento commemorativo dei caduti è stato costruito nel 1975 ed è rimasto in piedi per quindici anni prima di essere rimosso nel 1990 prima dello scoppio della violenza etnica durante la guerra d'indipendenza croata. Una replica del monumento originale è stata costruita e dedicata nel 2010, ma è scomparsa entro le ventiquattro ore dalla sua inaugurazione.

### Libri
- Stephen E. Atkins, Holocaust Denial as an International Movement, Westport, Praeger Publishers, 2009, ISBN 978-0-313-34538-8.
- (HBS) Šime Balen, Pavelić, Zagabria, Hrvatska seljačka tiskara, 1952, OCLC 718318103.
- Philip J. Cohen, Serbia's Secret War: Propaganda and the Deceit of History, College Station, Texas A&M University Press, 1996, ISBN 978-0-89096-760-7.
- John K. Cox, Ante Pavelić and the Ustaša State in Croatia, in Bernd Jürgen Fischer (a cura di), Balkan Strongmen: Dictators and Authoritarian Rulers of South Eastern Europe, West Lafayette, Purdue University Press, 2007, ISBN 978-1-55753-455-2.
- Robert J. Donia, Sarajevo: A Biography, Ann Arbor, University of Michigan Press, 2006, ISBN 978-0-472-11557-0.
- (HR) Vladimir Geiger, Ljudski gubici Hrvatske u Drugom svjetskom ratu koje su prouzročili "okupatori i njihovi pomagači"; Brojidbeni pokazatelji (procjene, izračuni, popisi), in Journal of Contemporary History, vol. 43, n. 3, Croatian Institute of History, 2011,  pp. 699-749.
- Ivo Goldstein, Croatia: A History, Montreal, McGill-Queen's Press, 1999, ISBN 978-0-7735-2017-2.
- Marko Attila Hoare, The History of Bosnia: From the Middle Ages to the Present Day, Londra, Saqi, 2007, ISBN 978-0-86356-953-1.
- Raphael Israeli, The Death Camps of Croatia: Visions and Revisions, 1941–1945, New Brunswick, Transaction Publishers, 2013, ISBN 978-1-4128-4975-3.
- Tim Judah, The Serbs: History, Myth and the Destruction of Yugoslavia, 2ª ed., New Haven, Yale University Press, 2000, ISBN 978-0-300-08507-5.
- (HBS) Ognjen Kraus, Dva stoljeća povijesti i kulture Židova u Zagrebu i Hrvatskoj, Zagabria, Židovska općina Zagreb, 1998, ISBN 953-96836-2-9.
- Paul Mojzes, The Genocidal Twentieth Century in the Balkans, in Steven L. Jacobs (a cura di), Confronting Genocide: Judaism, Christianity, Islam, Lanham, Lexington Books, 2009, ISBN 978-0-7391-3590-7.
- Paul Mojzes, Balkan Genocides: Holocaust and Ethnic Cleansing in the 20th Century, Lanham, Rowman & Littlefield, 2011, ISBN 978-1-4422-0665-6.
- (HBS) Jaša Romano, Jevreji Jugoslavije 1941–1945: žrtve genocida i učesnici narodnooslobodilačkog rata, Belgrado, Jevrejski Istorijski Muzej, Saveza jevrejskih opština Jugoslavije, 1980.
- Jozo Tomasevich, War and Revolution in Yugoslavia, 1941–1945: Occupation and Collaboration, Stanford, Stanford University Press, 2001, ISBN 978-0-8047-3615-2.
- Mitja Velikonja, Religious Separation and Political Intolerance in Bosnia-Herzegovina, College Station, Texas A&M University Press, 2003, ISBN 978-1-58544-226-3.
- (EN) The United States Holocaust Memorial Museum, ENCYCLOPEDIA OF CAMPS AND GHETTOS, 1933–1945, a cura di Geoffrey P. Megargee, Joseph R. White, Mel Hecker, III, Bloomington, Indianapolis, Indiana University Press, 2018,  pp. 55-56, ISBN 978-0-253-35328-3.

### Pubblicazioni e documenti
- B. Švarc, The Testimony of a Survivor of Jadovno and Jasenovac, in Barry Lituchy (a cura di), Jasenovac and the Holocaust in Yugoslavia: Analyses and Survivor Testimonies, New York, Jasenovac Research Institute, 2006.
- Đ. Zatezalo, Jadovno: kompleks ustaških logora 1941., Belgrado, Muzej žrtava genocida, 2007.
- Đ. Zatezalo, The Jadovno complex of ustascha concentration camps 1941, in First International Conference on Ustasha Concentration Camps in Jadovno-Gospic 1941., Belgrado, Muzej žrtava genocida, 2011.
- D. Mirkovic, Book reviews: Jadovno: Kompleks ustaskih logora 1941 [Jadovno: A Complex of Ustasha Camps, 1941] Djuro Zatezalo, in Journal of Genocide Research, vol. 12, 1–2, 2010,  pp. 141-143, DOI:10.1080/14623521003633503.

### Articoli
- (HBS) Pomen žrtvama logora u Jadovnom, RTS, 29 giugno 2013.